# صراع العروش (الموسم 7)
بدأ عرضُ الموسم السابع من المسلسل الملحمي صراع العروش في 16 يوليو عام 2017، وذلك خلافاً للمواسِم السابقة حيث كان يُعرَض في شهر أبريل. وقد أعلنت اتش بي او عن تجديد لموسم سابع في 21 أبريل 2016 أي قبلَ ثلاثةَ أيام بداية عرض الموسِم السادس. وكالمواسِم السابقة، يستكمل الموسِم أحداثَ القصّة التي بُنيت في الأساس على سلسلة روايات أغنية الجليد والنار من تأليف جورج ر. ر. مارتن. وهو من كتابة وتطوير الثنائي ديفيد بينيوف ودانيال وايز. وبدأ تصويره في 31 أغسطس 2016 في كُلّ من أيرلندا الشمالية وإسبانيا وآيسلندا.
عدد حلقات هذا الموسم 7 حلقات فقط وذلك خلافاً للمواسم السابقة حيث كان كل موسم مكوّن من 10 حلقات. وقد وعُرِضَت الحلقة الأخيرة منه في 27 أغسطس 2017 ووصل عدد مُشاهديها في الولايات المتّحدة فقط أكثر من 12 مليون، فضلاً عن باقي العالم والمُشاهدات المُقرصنة. يعتمد المسلسل على طاقم تمثيل كبير، فبالإضافة للطاقم السابق، فقد أُضيفَ للموسم عددٌ من الممثّلين الجُدد من ضمنهم جيم برودبنت وتوم هوببر.

## الإنتاج

### طاقَم عَمل ما خلف الأضواء
أغلبُ الحلقات من كِتابَة وتطوير الثنائي ديفيد بينيوف ودانيال وايز. وقد أُعلِنَ مُخرجي الموسِم السابِع وهم: ألان تايلور، وجيريمي بوديسوا، ومارك مايلود، ومات شاكمان. شاكمان يُعتَبر إضافة جديدة للطاقم الإخراجيّ، أما البقيّة فقد أخرجوا عدّة حلقاتٍ من قبل. كما عادت ميشيل كلابتون للعمَل كونها مُصمّمة للملابس، وذلك بعدَ عدم مشاركتها في الموسِم السادِس.

### الحلقات
في 21 أبريل 2016 طلبَت HBO رسميّاً موسماً سابعاً من صراع العروش، أي قبلَ ثلاثة أيام من بداية عرض الموسِم السادس. ووفقاً لما قالَه المُنتجان بينيوف ووايز في مقابلة أُجريَت معهما، قالا أن الموسِم السابع من المحتمل أن تكون عدد حلقاتُه أقصر، حيث أخبرا أنّه بقي فقط 13 حلقة على النهاية. وقد صرّح المُخرِج جاك بندر الذي عَمِل في الموسم السادس أن الموسِم السابِع سيكون فقط 7 حلقات. في النهاية، أكّدت HBO الكلام أنّ الموسِم السابع سيتكوّن فقط من 7 حلقات، على أن يُعرَضَ في وقتٍ مُتأخر في صيف 2017 بدلاً من فترة الربيع التي كان يُعرَض فيها المسلسل بمواسِمه السابقة. ثُم لاحقاً أعلنت القناة عن أن الموسم سيبدأ في 16 يوليو 2017. ويحوي الموسم أطول الحلقات في السلسلة في وقته، حيث أنّ الحلقات تتراوح متها من 60 - 81 دقيقة. وكانت أطول حلقة في السابق هي رياح الشتاء بطول 69 دقيقة.

### الكتابة
بسبب عدم صدور الجُزء السابع من سلسلة الروايات، أدّى ذلك لانفصال المسلسل عن سلسلة الروايات في مسارات القصّة، حيثُ أنّ الموسِم السابع حوى على أحداث لم تُذكر في تلك في السلسلة. ووفقاً لتقارير سابقة، فقد أخبَر جورج مارتن أن بعضَ الأحداث في الموسم ستكون موجوددة في الكتب المُقبِلَة.

### التصوير

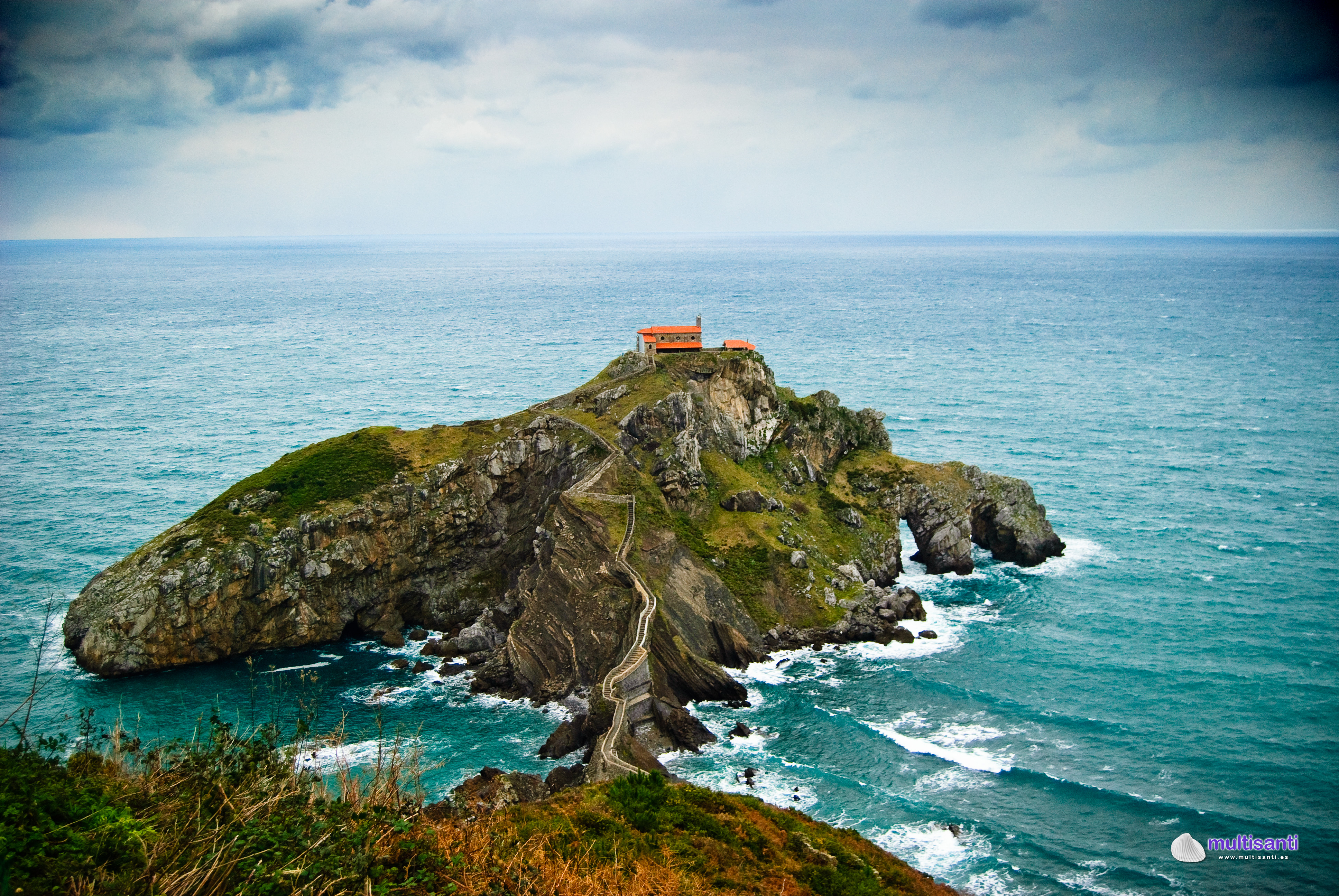
شاطئ غاستيلوغاتيه في بيرميو في أسبانيا، وهو أحد أماكن تصوير الموسم السابع.

بدأ التصوير في 31 أغسطس 2016 في استوديوهات تايتانيك في بلفاست، وانتهى في فبراير 2017. وقد أُعلِنَ أن الموسم السابع قد صوّر بخمس دولٍ وهي أيرلندا الشمالية وإسبانيا وآيسلندا وكرواتيا وكندا. يُذكَر أن تصوير الموسم تأخّر عن المعتاد وذلك لانتظار الظروف الجوية المناسبة، خاصّة وأن الشتاء قد حلّ في العالم الخيالي، فالشمس في تلك الحالة لن تُفيدهم.
وقد شَمِل الموسم مواقع تصوير جديدة في إسبانيا مثل جزر الكناري. ولن يعودوا للتصوير في جرندة، حيث أنهم في السابق كانت تُصوّر فيها مشاهد برافوس ومشاهد من العاصمة. وشَمِل التصوير في إسبانيا عدّة مُدن أهمّها إشبيلية وقصرش وبيرميو وبلدية المدور وثومايا. وكالمعتاد، تمّ تصوير مشاهد كينجز لاندينجز في دوبروفنيك في كرواتيا. والمشهد الذي جمع آريا مع ذئبتها تمّ تصويره في ألبرتا في كندا.

### اختيار الممثلين
أشارت التقارير في 21 يونيو 2016 أن الخمس مُمثلين الرئيسيين بيتر دنكليج، ونيكولاي كوستر والداو، ولينا هيدي، وإميليا كلارك، وكيت هارينغتون قد تعاقدوا مع القناة لإكمال الموسمين الأخيرَين. كما أشارت التقارير بأن أجور الممثلين زادت حتّى 500 ألف للحلقة الواحدة في الموسم السابع والثامن. وأفادت تقارير لاحقة أنّه قد تمّ رفع أجور المُمثّلين ليُصبِح مليون دولار عن كل حلقة على الأكثر في الموسِمين الأخيرين.
وبالإضافة للممثّلين القددامى، فقد ظهرت وجوه جديدة في هذا الموسم، حيثُ أعلِنَ في 31 أغسطس 2016 عن انضمام المُمثّل جيم برودبنت لطاقم التمثيل، ليلعَب دور الأركيمايستر ماروين. فريدي ستروما الذي لعب دور ديكون تارلي -شقيق سام تارلي- في الموسم السادس وظهر في حلقة دماء دمائي، تم استبدالُه بالممثل توم هوبر في هذا الموسم. وقد ظهر المغنّي الإنجليزي إد شيران لمرّة واحدة. كما شهد الموسم عودَة مارك جاتس بدور تايكو نيستوريس وهي الشخصيّة التي لم تظهر في الموسم السادس. كما ظهرت شخصيّة هوت باي الذي يؤدّيها بن هوكي، وهذه الشخصية كان آخر ظهور لها في الموسم الرابع.

### الترويج والتسويق
ظَهر أول فيديو تشويقي رسمي للموسم في 7 مارس 2017، حيثُ أصدَرته HBO خلال فعاليّات مهرجان SXSW في أوستن بولاية تكساس، وكان تشويقاً لمعركة الجليد والنار، وقد قامَ الثنائي ديفيد بينيوف ودانيال وايز مع صوفي تارنر ومايسي ويليامز بالحديث عن المسلسل خلال فعاليّات المهرجان. وفي 9 مارس 2017، قامت HBO بعرض فيديو مباشر عبر صفحة المسلسل على الفيسبوك يحتوي على قالب ثلجي كبير يتم إذابته بشكل بطيء حتى ظهر تاريخ الـ16 يوليو 2017 الذي يُصادف عودة المسلسل. ثُم بعد ذلك تم عرض فيديو تشويقي آخر. وفي 30 مارس 2017 ظهر أوّل عرض تشويقي حيثُ سلّط الضوء على جون سنو ودنيرس تارغاريان وسيرسي لانستر. وفي 20 أبريل 2017، أصدَرت HBO خمسة عشر صورة رسميّة للموسم. لتليها في 22 مايو 2017 إصدار عدّة صور أخرى. وقد أصدرت القناة المُلصَق الرسمي للموسم في 23 مايو 2017 وهو الملصق الذي يحوي صورة ملك الليل. وفي اليوم الذي يليه، أصدرت HBO فيديو الإعلان الرسمي. وكسر الفيديو رقماً قياسيّاً عالمياً، حيث وصلت أعداد المشاهدة في أوّل 24 ساعة لأكثر من 61 مليون مُشاهد باختلاف المنّصاب والشبكات الاجتماعية. والإعلان الثاني صدر في 21 يونيو 2017.

## طاقم العَمل

### الأدوار الرئيسية
- بيتر دنكليج بدور تيريون لانستر.
- نيكولاي والداو بدور جيمي لانستر.
- لينا هيدي بدور الملكة سيرسي لانستر.
- كيت هارينغتون بدور جون سنو.
- إميليا كلارك بدور دنيرس تارغاريان.
- آيدن جيلن بدور بيتر باليش «الخنصر».
- ليام كونينغهام بدور دافوس سيروس.
- كاريس فان هوتن بدور ميليساندري.
- أنديرا فارما بدور إلاريا ساند.
- صوفي تارنر بدور سانسا ستارك.
- ناتالي إيمانويل بدور ميساندي.
- روري ماكان بدور ساندرو كليغان «الكلب».
- مايسي ويليامز بدور أريا ستارك.
- كونليث هيل بدور اللورد فاريس.
- ألفي آلن بدور ثيون جريجوي/ريك.
- جون برادلي بدور سام تارلي.
- غويندولين كريستي بدور بريان التارثيّة.
- كريستوفر هيفيو بدور تورمند جاينتسبين.
- ايزاك هيمبستيد رايت بدور بران ستارك.
- جروم فلين بدور برون.
- إيان غلين بدور جوراه مورمنت.
- هانا موراي بدور غيلي.
- جو ديمبسي بدور جندري.

### الأدوار الثانوية
- جاكوب أندرسون بدور غراي وورم.
- هافور جوليوس بيورنسون بدور غريغور كليجان/الجبل.
- جيم برودبنت بدور الأركمايستر ماروين.
- بن كرومبتون بدور اديسون توليت.
- فلاديمير فورديك بدور ملك الليل.
- مارك جاتس بدور تايكو نيستوريس.
- جوزفين جيلان بدور ماري.
- جيسيكا هينويك بدور نيمريا ساند.
- جيمس فولكنر بدور رانديل تارلي.
- توم هوببر بدور ديكون تارلي.
- مارك جاتس بدور تايكو نيستوريس.
- بول كاي بدور ثوروس الميري.
- ريتشارد دورمر بدور بيريك دونداريون.
- إيلي كندريك بدور ميرا ريد.
- روزابيل لورنتي سيلرز بدور تاين ساند.
- أنطون ليسر بدور كيبورن.
- تيم ماكينرني بدور روبيت غلوفر.
- ميغان باركنسون بدور أليس كارستارك.
- دانيال بورتمان بدور بودريك باين.
- بيلا رمزي بدور ليانا مورمونت.
- ديانا ريج بدور أولينا تيريل.
- ريتشارد ريكروفت بدور المايستر وولكان.
- روبرت فانسيتارت بدور يوهن رويس.
- جيما ويلان بدور يارا جريجوي.
- بيلو أسبيك بدور يورون غريجوي.
- ميغان باركنسون بدور أليس كارستارك.
- ديفيد برادلي بدور والدر فري.
- بن هوكي بدور هوت باي.
- آيسلنغ فرانسيوسي بدور ليانا ستارك.
- ويلف سكولدينغ بدور ريغار تارغريان.
- روبرت أرامايو بدور نيد ستارك الشاب.

## قائمة الحلقات
| ر. الإجمالي | ر. في الموسم | العنوان              | المخرج        | الكاتب                      | تاريخ العرض الأصلي | عدد المشاهدات (بالمليون) |
| --- | ------------ | -------------------- | ------------- | --------------------------- | ------------------ | ------------------------ |
| 61 | 1            | «دراغونستون»         | جيرمي بودسوا  | ديفيد بينيوف، ودي. بي. وايس | 16 يوليو 2017      | 10.11                    |
| يتوجّه السائرون البيض نحو الجِدار فيما يَصِل (بران ستارك) برفقة ميرا للقلعة السوداء حيث يستَقبِلهم (إد) هناك. وفي وينترفل وخلافاً لرأي (سانزا)، يُعيد (جون سنو) الثقة والولاء لـ آل كارستارك وآل آمبر الذين خانوه في معركة النغلين وقاتلوا في صفّ (رمزي). وفي أولدتاون في السيداتل، يسرق (سام) كُتباً من المنطقة المحظورة ويَعلم أن كلس التنين متوفّر بكثرة في باطن الأرض في مكانٍ ما من دراغونستون، فيقرّر الكتابة لـ (جون)، ويُذكر أن (جوراه مورمنت) يظهر في السيداتل أيضاً فيما يبدو أنه مسجون. وفي التوأمتين، تتنكّر (آريا) بشكل (والدر فراي) وتجمع جميعَ آل فراي وتسمّمهم انتقاماً لما حدث في الزفاف الأحمر، ثمّ تتوجّه نحو كينغز لاندينغ. وفي مكان ما في بلاد الروافد أثناء مسيرها، تعثَر على مجموعةٍ من الجنود الحلفاء لـ آل لانستر الذين لا يأخذون نيّتها في قتل (سيرسي) على محمل الجد. (ساندرو) برفقة (ثوروس) يُعرّفه ذاك الأخير على إله الضياء وكيف يوجّهه ويتواصل معه من خلال النار، فيبدأ بالإيمان به. وفي كينغز لاندينغ، آل لانستر في موقفٍ حَرج، فليس هناك حلفاء لهم، هذا ما صرّح به (جايمي)، ليكتشف فيما بعد أن (سيرسي) قد تحالفت مع (يورون غريجوي) مقابِلَ الزواج منها وإعطائها كامِلَ أسطولِه من السفن لتكون له فرصة في قتلِ (ثيون) و(يارا) الذين تحالفا مع (دنيرس)، (سيرسي) ترفض العرض، فيعدها (يورون) بالعودة مع "هدية" لتقبله حليفاً. (دنيرس) في ذلك الوقت تصل إلى دراغونستون مع جيشها وتنانينها، وهو المعقل والمقر السابق لأجدادها قبل مقتلهم ونفيها إلى إيسوس، وقد كانت معقلاً لـ (ستانِس براثيون) حيث تنزع راياته وتتجه مباشرةً إلى قاعة التخطيط الحربية مع ساعدها (تيريون لانستر). |              |                      |               |                             |                    |                          |
| 62 | 2            | «مولودة العاصفة»     | مارك ميلود    | براين كوغمان                | 23 يوليو 2017      | 9.27                     |
| في دروغونستون، يجتمع البلاط الملكي للتخطيط لغزو ويستروس. ينتُج عن ذلك عزمَ (دنيرس) فرضَ حصارٍ على كينغز لانديغ وذلك بانتقال الدورنيين عبر أسطول آل غريجوي لمدينة سونسبير عاصمة دورن وذلك لجمع جيش دورن ثم الاندماج مع جيش آل تايريل ومحاصرة المدينة، وجيش الأنقياء يتوجّهون لكاسترلي روك لمحاربة آل لانستر في مسقط رأسهم. قبل رحيل (غراي وورم) والانضمام للجيش يُلعِن حُبّه لـِ (ميساندي). في كينغز لاندينغ، تجمَع (سيرسي) حُلفاءها والعديد من اللوردات، وتُحذّرهم من بطش ملكة التنانين وتحاول إقناعهم بالانضمام لصفّها لهزيمتهم (رانديل تارلي) بتنصيبِه أميراً للجنوب إذا ما انتصروا في الحرب. وفي مكانٍ ما في بلاد الروافد، تلتقي (آريا) بـِ (هوت باي) في الحانة حيثُ يُخبِرها أن (جون سنو) قد صار ملكاً في الشمال، فتقرر العودة إلى وينترفيل بفورها، وفي طريقها تلتقي مع ذئبتها الرهيبة (نايميريا) التي أبعدتها عنها في الموسم الأول. في وينترفيل، يتوجّه (جون سنو) لـ دراغونستون وذلك بعد وصول رسالة (سام) التي يخبره فيها عن كلس التنين، ووصول رسالة من (دنيرس) للقدوم وتقديم الولاء والدعم منها في حربهم ضد آل لانستر والسائرين البيض، ليترك (سانزا) تحكم الشمال خلال غيابه. وفي السيداتل، يبدأ (سام) بمعلاجة (جوراه) من داء التحجّر بشكلٍ خَفَي. أما (يورون غريجوي) يُهاجِم أسطول ابنة أخيه (يارا). وخلال المعركة يقتُل كلّاً من (أوبارا) و(نايميريا ساند)، ويُلقي القبض على (إلاريا) و(تاين) و(يارا). ويتمكّن (ثيون) من الهرب. |              |                      |               |                             |                    |                          |
| 63 | 3            | «عدالة الملكة»       | مارك ميلود    | ديفيد بينيوف، ودي. بي. وايس | 30 يوليو 2017      | 9.25                     |
| يَصِل (جون سنو) إلى دراغونستون حيث يلتقي بـ (دنيرس) التي تُطالِبه بقَسَم الولاء لها، يَرفُض (جون) ذلك، ويطلب مساعدتها ضد جيش الموتى، وبعد نصيحَة (تيريون)، تسمح لهم (دنيرس) باستخراج كلس التنين الموجود في الجزيرة. كما يَصِل (بران) إلى وينترفيل ويلتقي (بسانزا) ويُخبِرها بعضاً من قواه. أما في كينغز لاندينغ، يعود (يورن) مع الهدايا (إلاريا) و(تاين ساند) التي وعد بها (سيرسي)، وهي بدورها وعدته بالزواج منها بعد انتهاء الحرب، كما أعطته تصريحاً ليكون قائداً للجيش مع جيمي، وتُعطي (تاين) نفس السُمّ الذي استُخدِم لقتل ابنتها (مارسيلا) وتُبقي على (إلاريا) لتشاهد ابنتها تموت، كما يأتي مبعوث من البنك الحديدي يُطالِب بالذهب الذي اقتَرضه آل (لانستر) سابقاً. وفي السيداتيل، يتمكّن (سام) من معالجة (جوره) ويذهب الأخير للعودة إلى (دنيرس). (غراي وورم) مع جيش المطهرين يقتحمون كاسترلي روك ويقضون على جيش اللانستر الموجودين هناك، ليكتشف بعد ذلك أن (جايمي) أخذ غالبية الجيش وتوجّه نحو هايجاردن وأن أسطول (يورن) وصل ودمّر سُفن المُطهّرين. وفي هايجاردن، ينتصر (جايمي) في المعركة ويُقابِل (أولينا مارتيل) ويقتلها بالسم، وبعد شُربِها، تُخبره أنها هي من قَتلت (جوفري)، ويقوم الجيش اللانستر بأخذ الذهب. |              |                      |               |                             |                    |                          |
| 64 | 4            | «غنائم الحرب»        | مات شاكمان    | ديفيد بينيوف، ودي. بي. وايس | 6 أغسطس 2017       | 10.17                    |
| تَصِل (آريا) إلى وينترفيل حيث تجتمع أخيراً مع شقيقتها (سانزا) و(بران) الذي عَرَف مُسبقاً بقائمتها التي للأشخاص الذين تنوي قتلهم، كما تلتقي بـ (بريان التارثية) حيث يتنازلان تنازُلاً ودّياً تُظهِر (آريا) فيه موهبتها، ويقوم (بران) بإهدائها الخنجر الفاليريّ الذي قام اللورد (باليش) بإعطائه له إثباتاً لولائه وهو ذات الخنجر الذي كان سيُقتَل به، وتودّع (ميرا) (بران) الذي لا يُظهِر أيّة مشاعر حيث تُخبِره بأنه مات في ذلك الكهف. (سيرسي) في كينغز لاندينغ تَعِد مندوب البنك الحديدي بأنه سيسترد أموالَه حالما تَصِل من هايجاردن. يدعو (جون) (دنيرس) للدخول لمنجم كلس التنين ليُريها هناك رسوماتٍ قديمة تُظهر الرجال الأوائل مُتاحلفين مع أطفال الغابة ضد جيش الموتى. لاحقاً تَعلم (دنيرس) أن سقوط كاسترلي روك ما هو إلا فخ وأن جيش اللانستر استولى على هايجاردن، وعلى الرغم من اعتراض (تيريون) فقد قامت باتخاذ باتخاذ قرار الهجوم، حيث حلّقت بتنينها ومع جيش الدوثراكي قامت بالهجوم على جيش اللانستر المتوجّه نحو العاصمة، حيث كان (جايمي) و(برون) من ضمن الجيش، وانتصرت (دنيرس) في المعركة بعد استخدامها لنار التنين. |              |                      |               |                             |                    |                          |
| 65 | 5            | «قلعة البحر الشرقية» | مات شاكمان    | ديف هيل (كاتب)              | 13 أغسطس 2017      | 10.72                    |
| ينجو كل من (جيمي) و(برون) في المعركة ويعودانِ إلى كينغز لاندينغز. تجمَع (دنيرس) الجنودَ الباقيين من جيش اللانستر وتُخيّرهم بين اتّباعها أو القتل، انحنى الجميعُ لها عدا (راندل) و(ديكون تارلي) حيثُ أمرت (دنيرس) تنّينها بحرقهم أحياءً رغمَ عدم رضى (تيريون) بذلك. ويصل (جورا) إلى دراغونستون حيثُ يُقابِل ملكته ويُقسم بالولاء لها. في السيداتيل، يَصِل غرابٌ من (بران ستارك) محمّل برسالة للحكماء تُحذّرهم من اقتراب السائرين لقلعة البحر الشرقيّة، ومع تكذيبهم لتلك الرسالة، يسرق (سام) العديد من الكتب ويرحل عن القلعة برفقة (غيلي) وابنها. يُقرّر (جون) الذهاب لقلعة البحر الشرقيّة والعبور لمنطقة ما وراء الجدار ليقبِضَ على أحدِ الموتى ويُقدّمه لـ (سيرسي) كدليل لاقتناعها والقبول بهدنةٍ وتحالفٍ مؤقّت وذلك عبر وساطةِ (تيريون) الذي يتسلّل مع السير (دافوس) إلى العاصمة ويلتقي بأخيه (جيمي) ليقنِع (سيرسي) بالهدنة، (سيرسي) بدورها تقبل التحالف المؤقّت وتُعلِن بأنّها حامل من (جيمي). في ذلك الوقت، يدور (دافوس) في سوق كينغز لاندينغز ليعثُرَ على (جندري) نغل (روبرت براثيون) ويُعيده معه إلى دراغونستون. وفي وينترفيل، يشعُر اللورد (باليش) أن (آريا) تراقبه، فيترك رسالةً قديمة قاصداً أن تعثر (آريا) عليها، وهي الرسالة التي كتبتها (سانزا) عندما كانت أسيراً لدى آل (لانستر) تدعو فيها (روب ستارك) للقسم لـِ (جوفري براثيون). وأخيراً وفي قلعة البحر الشرقيّة، يصل (جون سنو) إليها برفقة (جندري) و(جورا)، وهناك ينضمّ إليهم الكلب (ساندرو كليغان) وقائد الأخوية بلا راية (ثوروس) ومجموعة من الهمج بقيادة (تورموند) وذلك لعبور الجدار والقبض على أحد الأموات.                                        |              |                      |               |                             |                    |                          |
| 66 | 6            | «خلف الجدار»         | آلان تايلور   | ديفيد بينيوف، ودي. بي. وايس | 20 أغسطس 2017      | 10.24                    |
| في وينترفيل، يستَمر (ليتل فينغر) في ألاعيبه لتخريب علاقة الأختين ستارك، حيث تتصاعد التوترات بينهما خاصّة بعد أن تكشف (آريا) لأختها الرسالة التي حصلت عليها. لاحقاً تدخل (سانزا) لحجرة شقيقتها بحثاً عن الرسالة لتعثر على حقيبة الوجوه التي أخذتها معها من برافوس. وتأتي رسالة دعوةٍ من العاصمة حيث تأمر (سانزا) (بريان) بالذهاب وقبول الدعوة. وراء الجدار، يقود (جون) مجموعته الصغير للحصول على أحد الموتى. وبعد نجاحهم بإمساك أحدهم، يُحاصرون بالكمل من بقية جيش الأموات. يأمر (جون) (جندري) بالعودة للقلعة الشرقية وإرسال رسالة لـِ (دنيرس) طلباً لمساعدتها. وقبل أن تُقتلَ مجموعة (جون) تصل (دنيرس) مع تنانينها الثلاث وتبدأ بحرق الأموات. وفي محاولة لقتلها، يحمل ملك الليل رمحاً ويصوّبه نحو أحد التنانين ويقتله من فوره، فتطير (دنيرس) مع بقية الأشخاص تاركةً ورائها (جون) الذي يغرق في البحيرة. يستطيع (جون) النجاة بمساعدة عمّه (بنجن ستارك) الذي يُضحّي بنفسه ويُعيده للقلعة الشرقية، حيث يجتمع ثانية بـ (دنيرس) التي تعده بالمحاربة معه ضد الموتى وهو بددوره يعتبرها ملكةً له. وفي النهاية يظهر ملك الليل بأنّه قد حوّل التنّين الميت وجعله جزءاً من جيشه. |              |                      |               |                             |                    |                          |
| 67 | 7            | «التنين والذئب»      | جيريمي بودسوا | ديفيد بينيوف، ودي. بي. وايس | 27 أغسطس 2017      | 12.1                     |
| يجتمع قادة العالم في كينغز لاندينغز ويُقدّم (جون سنو) الميّت الذي جلبه من خلف الجدار للملكة (سيرسي). ترفض (سيرسي) الهدنة معهم، فيذهب (تيريون) ليقنعها بذلك. تكشف (سيرسي) لشقيقها (جايمي) لاحقاً بأنها كانت تكذب، وأنّ الذهب الذي تملكه كافٍ لتمويل جيش المرتزقة في قارة ايسوس وأن (يورين غريجوي) أبحر بسفنه لإحضارهم. يرفض (جايمي) ذلك ويُغادر للشمال لينضمّ بصفّ أخيه. وخلال رحلة عودتهم إلى وينترفيل، (جون سنو) و(دنيرس) يدخلان في علاقة سويّاً. وفي دراغونستون، يكسب (ثيون) احترام جيشه من جديد ويذهب لإنقاذ أخته (يارا). وفي وينترفيل، يُناقش اللورد (بايلش) (سانزا) في كونِ أختها تحاول قتلها، فتدعوها تلك الأخيرة لمحاكمة ليظهر لاحقاً أنها محاكمة للورد (باليش) نفسه، وبعد إدانته بخيانة آل ستارك تأمر (سانزا) بنحره. يصل (سام) بدوره إلى وينترفيل ويُقابل (بران) ويتحّدث معه حول نسب (جون سنو) ليدركوا بأن (ريغار تارغاريان) و(ليانا ستارك) قاما بتثبيت زواجِهم سرّاً، وأن اسم (جون سنو) الحقيقي هو (إيجون تارغاريان) وأنه الوريث الشرعي للعرش الحديدي. وفي القلعة الشرقية، جيش الأموات بقيادة ملك الليل يستطيعون تدمير الجدار باستخدام التنّين الميّت ويبدأون بالزحف جنوباً. |              |                      |               |                             |                    |                          |

## الاستقبال الجماهيري

### نِسَب المشاهدة
| الموسم | الموسم | رقم الحلقة | رقم الحلقة | رقم الحلقة | رقم الحلقة | رقم الحلقة | رقم الحلقة | رقم الحلقة | رقم الحلقة | رقم الحلقة | رقم الحلقة | المتوسط |
| الموسم | الموسم | 1          | 2          | 3          | 4          | 5          | 6          | 7          | 8          | 9          | 10         | المتوسط |
| ------ | ------ | ---------- | ---------- | ---------- | ---------- | ---------- | ---------- | ---------- | ---------- | ---------- | ---------- | ------- |
|        | 1      | 2.22       | 2.20       | 2.44       | 2.45       | 2.58       | 2.44       | 2.40       | 2.72       | 2.66       | 3.04       | 2.52    |
|        | 2      | 3.86       | 3.76       | 3.77       | 3.65       | 3.90       | 3.88       | 3.69       | 3.86       | 3.38       | 4.20       | 3.80    |
|        | 3      | 4.37       | 4.27       | 4.72       | 4.87       | 5.35       | 5.50       | 4.84       | 5.13       | 5.22       | 5.39       | 4.97    |
|        | 4      | 6.64       | 6.31       | 6.59       | 6.95       | 7.16       | 6.40       | 7.20       | 7.17       | 6.95       | 7.09       | 6.84    |
|        | 5      | 8.00       | 6.81       | 6.71       | 6.82       | 6.56       | 6.24       | 5.40       | 7.01       | 7.14       | 8.11       | 6.88    |
|        | 6      | 7.94       | 7.29       | 7.28       | 7.82       | 7.89       | 6.71       | 7.80       | 7.60       | 7.66       | 8.89       | 7.69    |
|        | 7      | 10.11      | 9.27       | 9.25       | 10.17      | 10.72      | 10.24      | 12.07      | غ/م        | غ/م        | غ/م        | 10.26   |
|        | 8      | 11.76      | 10.29      | 12.02      | 11.80      | 12.48      | 13.61      | غ/م        | غ/م        | غ/م        | غ/م        | 11.99   |

### القرصنة
تم تحميل ومُشاهدة المسلسل بطريقة مُقرصَنة أكثَر من 90 مليون مرّة خلال الثلاث أيّام الأولى من عرض افتتاحيّة الموسم. وقد تعرّض موقع HBO للاختراق في 31 يوليو 2017، وتم سرقة أكثر من 1.5 تيرابايت من البيانات، ليتمّ لاحقاً في 4 أغسطس 2017 تسريب الحَلقة الرابِعة من الموسم على الإنترنت عبر الإنترنت وذلك قبل يومين من بثّها رسميّاً، كانت شبكة Star India وراء ذلك التسريب، وهي إحدى شركاء شبكة HBO حول العالم، والتي تعرِض المسلسل بشكل حصريّ في الهند، وقد احتوت النسخة المسرّبة على علامة مائيّة مكتوب فيها «للعرض الداخلي فقط». وقد ذكر تقرير موقع ذا فيرج أن تسريب الحلقة الرابعة لا علاقة له باختراق موقع الشبكة. ولم تتأثّر تلك التسريبات بنسب المشاهدة، فقد وصلت نسبة المشاهدة للحلقة الرابعة 10.17 مليون مُشاهِد. وفي 16 أغسطس 2017، وقبل 4 أيّامٍ من صدور الحلقة الساددسة رسميّاً، عُرِضَت الحلقة بطريق الخطأ على قناتي HBO الإسبانية والدول الإسكندنافية.

## روابط خارجية
- صراع العروش، الموسم 7 على موقع ميتاكريتيك (الإنجليزية)
- صراع العروش، الموسم 7 على موقع روتن توميتوز (الإنجليزية)